# Quando dico che ti amo/Quando capirai
Quando dico che ti amo/Quando capirai è il primo 45 giri di Annarita Spinaci, pubblicato nel 1967 dalla Interrecord.

## Quando dico che ti amo
Quando dico che ti amo è un brano musicale scritto da Alberto Testa e Tony Renis, secondo classificato al 17º Festival di Sanremo del 1967 ed interpretato, oltre che da Annarita Spinaci, dai Les Surfs e da Frank Orlando.
Il brano ha partecipato anche a Partitissima 1967 ed è stato cantato anche nel film Quando dico che ti amo.
Successivamente il brano è cantato, fra gli altri, dall'autore Tony Renis e da Mina, che ne esegue una parodia durante l'ultima puntata del varietà televisivo Sabato sera, andata in onda il 17 aprile 1967, affiancata da Pippo Baudo, Mike Bongiorno, Corrado ed Enzo Tortora.
Fu anche inciso in inglese da Archibald and Tim con il titolo When I Tell You That I Love You, in spagnolo da Mirta Pérez col titolo Cuando digo que te amo inserito nell'album Mas de Mirtha solita! pubblicato in Venezuela nel 1967 (Velvet, LPV-1353), da Santy nel 1966, testo di Amart, per il mercato spagnolo (Columbia Records, ME 296)
e da Roberto Carlos per l'album Amor sin límite del 2018 (Sony Music, 19075900591), pubblicato in Brasile, Stati Uniti d'America, Colombia, Argentina e Messico.

## Quando capirai
Quando capirai è un brano musicale scritto dal Maestro Pino Calvi per quel che riguarda la musica, mentre il testo è di Annarita Torsello, giornalista bolognese all'epoca nota per essere la moglie di Mike Bongiorno.